# 1887년
1887년은 토요일로 시작하는 평년이다.

## 연호
- 청(淸) 광서(光緖) 13년
- 일본(日本) 메이지(明治) 20년
- 응우옌 왕조(阮朝) 동카인(同慶) 2년

## 기년
- 청(淸) 덕종 광서제(德宗 光緖帝) 13년
- 조선(朝鮮) 고종(高宗) 24년
- 응우옌 왕조(阮朝) 동경제(同慶帝) 2년

## 사건
- 2월 27일 - 러시아가 청나라에 조선 영토 불침범을 약속함에 따라, 영국은 2년여간 불법점거했던 거문도에서 철수함. 거문도 사건 종료.
- 3월 6일 - 조선에서 전등이 경복궁에 켜짐.

## 문화
- 7월 26일 - 자멘호프가 에스페란토를 러시아어로 발표함.
- 8월 31일 - 미국 발명가 토머스 에디슨, 영사기 특허 취득.
- 9월 29일 - 독일 축구 클럽 함부르크 SV 창단.
- 우드로 윌슨이 미국 행정학 성립의 기초가 된 논문 〈행정의 연구〉(The Study of Adminstration)를 발표함.
- 11월 6일 - 스코틀랜드 축구 클럽 셀틱 FC 창단.
- 최초의 한글 신약성서 완역 출판. 충국 심양 문광서원 (예수성교전서)

## 탄생

### 1월
- 1월 1일 - 독일의 해군 군인 빌헬름 카나리스. (~1945년)
- 1월 21일 - 캐나다의 아이스하키 선수 조르주 베지나.(~1926년)
- 1월 22일 - 독일의 심리학자 볼프강 쾰러. (~1967년)
- 1월 28일 - 폴란드 태생 미국의 피아니스트 아르투르 루빈스타인. (~1982년)
- 1월 29일 - 독일의 황제 아우구스트 빌헬름 폰 프로이센 왕자. (~1949년)

### 2월
- 2월 2일 - 조선계 일본의 장군 홍사익. (~1946년)
- 2월 3일 - 오스트리아의 시인 게오르크 트라클. (~1914년)
- 2월 13일 - 미국의 배우 존 레이. (~1940년)

### 3월
- 3월 5일 - 브라질의 작곡가 에이토르 빌라로부스. (~1959년)
- 3월 23일 - 체코의 작가 요세프 차페크. (~1945년)

### 4월
- 4월 26일 - 미국의 야구 선수 잭 배리. (~1961년)
- 4월 30일 - 일제 강점기의 관료 조경호. (~?)

### 5월
- 5월 2일
  - 일제 강점기의 독립 운동가, 정치인 조소앙. (~1958년)
  - 미국의 야구 선수 에디 콜린스. (~1951년)
- 5월 11일 - 오스트리아의 피아니스트 파울 비트겐슈타인. (~1961년)
- 5월 31일 - 프랑스의 외교관 겸 시인 생존 페르스. (~1975년)

### 6월
- 6월 5일 - 미국의 문화인류학자 루스 베니딕트. (~1948년)
- 6월 10일 - 덴마크의 왕자 로젠보리 백작 오게 왕자. (~1940년)

### 7월
- 7월 7일 - 러시아의 표현주의 화가 마르크 샤갈. (~1985년)
- 7월 18일 - 노르웨이의 정치인, 매국노 비드쿤 크비슬링. (~1945년)
- 7월 22일 - 독일의 물리학자 구스타프 헤르츠. (~1975년)
- 7월 28일 - 프랑스의 예술가 마르셀 뒤샹. (~1968년)

### 8월
- 8월 5일 - 일제강점기의 관료 김기태. (~1941년)
- 8월 12일 - 오스트리아의 물리학자 에르빈 슈뢰딩거. (~1961년)
- 8월 14일 - 일본의 노동운동가 아라하타 간손. (~1981년)
- 8월 17일 - 오스트리아의 황제 카를 1세. (~1922년)

### 9월
- 9월 16일 - 프랑스의 작곡가 나디아 불랑제. (~1979년)
- 9월 23일 - 미국의 야구 선수 독 마틴. (~1935년)
- 9월 26일 - 이탈리아의 축구 선수 주세페 밀라노. (~1971년)
- 9월 28일 - 미국의 사업가 5대 IOC 위원장, 에이버리 브런디지. (~1975년)

### 10월
- 10월 6일 - 스위스태생의 프랑스 건축가 르 코르뷔지에. (~1965년)
- 10월 16일 - 대한제국 시기의 독립운동가 이재명. (~1910년)
- 10월 31일 - 중국의 군사 지도자 장제스. (~1975년)

### 11월
- 11월 6일 - 미국의 야구 선수 월터 존슨. (~1946년)
- 11월 17일 - 영국의 장군 버나드 몽고메리. (~1976년)
- 11월 23일 - 영국의 물리학자 헨리 모즐리. (~1915년)
- 11월 24일 - 독일의 군인 에리히 폰 만슈타인. (~1973년)
- 11월 28일 - 독일의 정치인 에른스트 룀. (~1934년)

### 12월
- 12월 13일 - 헝가리계 미국인 수학 포여 죄르지. (~1985년)
- 12월 15일 - 대한민국의 독립운동가 김병로. (~1964년)
- 12월 22일 - 인도의 수학자 스리니바사 라마누잔. (~1920년)
- 12월 25일 - 미국의 기업인 콘래드 힐튼. (~1979년)

### 미상
- 일제강점기의 군수 조희연. (~?)
- 일제 강점기의 관료 김병규. (~?)

## 사망
- 2월 27일 - 러시아의 작곡가, 화학자 알렉산드르 보로딘. (1833년~)
- 11월 2일 - 스웨덴의 오페라 가수 제니 린드. (1820년~)

## 달력
| 1월 |    |    |    |    |    |    |
| 일  | 월 | 화 | 수 | 목 | 금 | 토 |
|     |    |    |    |    |    | 1  |
| 2   | 3  | 4  | 5  | 6  | 7  | 8  |
| 9   | 10 | 11 | 12 | 13 | 14 | 15 |
| 16  | 17 | 18 | 19 | 20 | 21 | 22 |
| 23  | 24 | 25 | 26 | 27 | 28 | 29 |
| 30  | 31 |    |    |    |    |    |

| 2월 |    |    |    |    |    |    |
| 일  | 월 | 화 | 수 | 목 | 금 | 토 |
|     |    | 1  | 2  | 3  | 4  | 5  |
| 6   | 7  | 8  | 9  | 10 | 11 | 12 |
| 13  | 14 | 15 | 16 | 17 | 18 | 19 |
| 20  | 21 | 22 | 23 | 24 | 25 | 26 |
| 27  | 28 |    |    |    |    |    |

| 3월 |    |    |    |    |    |    |
| 일  | 월 | 화 | 수 | 목 | 금 | 토 |
|     |    | 1  | 2  | 3  | 4  | 5  |
| 6   | 7  | 8  | 9  | 10 | 11 | 12 |
| 13  | 14 | 15 | 16 | 17 | 18 | 19 |
| 20  | 21 | 22 | 23 | 24 | 25 | 26 |
| 27  | 28 | 29 | 30 | 31 |    |    |

| 4월 |    |    |    |    |    |    |
| 일  | 월 | 화 | 수 | 목 | 금 | 토 |
|     |    |    |    |    | 1  | 2  |
| 3   | 4  | 5  | 6  | 7  | 8  | 9  |
| 10  | 11 | 12 | 13 | 14 | 15 | 16 |
| 17  | 18 | 19 | 20 | 21 | 22 | 23 |
| 24  | 25 | 26 | 27 | 28 | 29 | 30 |

| 5월 |    |    |    |    |    |    |
| 일  | 월 | 화 | 수 | 목 | 금 | 토 |
| 1   | 2  | 3  | 4  | 5  | 6  | 7  |
| 8   | 9  | 10 | 11 | 12 | 13 | 14 |
| 15  | 16 | 17 | 18 | 19 | 20 | 21 |
| 22  | 23 | 24 | 25 | 26 | 27 | 28 |
| 29  | 30 | 31 |    |    |    |    |

| 6월 |    |    |    |    |    |    |
| 일  | 월 | 화 | 수 | 목 | 금 | 토 |
|     |    |    | 1  | 2  | 3  | 4  |
| 5   | 6  | 7  | 8  | 9  | 10 | 11 |
| 12  | 13 | 14 | 15 | 16 | 17 | 18 |
| 19  | 20 | 21 | 22 | 23 | 24 | 25 |
| 26  | 27 | 28 | 29 | 30 |    |    |

| 7월 |    |    |    |    |    |    |
| 일  | 월 | 화 | 수 | 목 | 금 | 토 |
|     |    |    |    |    | 1  | 2  |
| 3   | 4  | 5  | 6  | 7  | 8  | 9  |
| 10  | 11 | 12 | 13 | 14 | 15 | 16 |
| 17  | 18 | 19 | 20 | 21 | 22 | 23 |
| 24  | 25 | 26 | 27 | 28 | 29 | 30 |
| 31  |    |    |    |    |    |    |

| 8월 |    |    |    |    |    |    |
| 일  | 월 | 화 | 수 | 목 | 금 | 토 |
|     | 1  | 2  | 3  | 4  | 5  | 6  |
| 7   | 8  | 9  | 10 | 11 | 12 | 13 |
| 14  | 15 | 16 | 17 | 18 | 19 | 20 |
| 21  | 22 | 23 | 24 | 25 | 26 | 27 |
| 28  | 29 | 30 | 31 |    |    |    |

| 9월 |    |    |    |    |    |    |
| 일  | 월 | 화 | 수 | 목 | 금 | 토 |
|     |    |    |    | 1  | 2  | 3  |
| 4   | 5  | 6  | 7  | 8  | 9  | 10 |
| 11  | 12 | 13 | 14 | 15 | 16 | 17 |
| 18  | 19 | 20 | 21 | 22 | 23 | 24 |
| 25  | 26 | 27 | 28 | 29 | 30 |    |

| 10월 |    |    |    |    |    |    |
| 일   | 월 | 화 | 수 | 목 | 금 | 토 |
|      |    |    |    |    |    | 1  |
| 2    | 3  | 4  | 5  | 6  | 7  | 8  |
| 9    | 10 | 11 | 12 | 13 | 14 | 15 |
| 16   | 17 | 18 | 19 | 20 | 21 | 22 |
| 23   | 24 | 25 | 26 | 27 | 28 | 29 |
| 30   | 31 |    |    |    |    |    |

| 11월 |    |    |    |    |    |    |
| 일   | 월 | 화 | 수 | 목 | 금 | 토 |
|      |    | 1  | 2  | 3  | 4  | 5  |
| 6    | 7  | 8  | 9  | 10 | 11 | 12 |
| 13   | 14 | 15 | 16 | 17 | 18 | 19 |
| 20   | 21 | 22 | 23 | 24 | 25 | 26 |
| 27   | 28 | 29 | 30 |    |    |    |

| 12월 |    |    |    |    |    |    |
| 일   | 월 | 화 | 수 | 목 | 금 | 토 |
|      |    |    |    | 1  | 2  | 3  |
| 4    | 5  | 6  | 7  | 8  | 9  | 10 |
| 11   | 12 | 13 | 14 | 15 | 16 | 17 |
| 18   | 19 | 20 | 21 | 22 | 23 | 24 |
| 25   | 26 | 27 | 28 | 29 | 30 | 31 |

### 음양력 대조 일람
| 음력월 | 월건 | 대소 | 음력 1일의 양력 월일 | 음력 1일 간지 |
| ------ | ---- | ---- | -------------------- | ------------- |
| 1월    | 임인 | 대   | 1월 24일             | 기축          |
| 2월    | 계묘 | 대   | 2월 23일             | 기미          |
| 3월    | 갑진 | 소   | 3월 25일             | 기축          |
| 4월    | 을사 | 대   | 4월 23일             | 무오          |
| 윤4월  |      | 소   | 5월 23일             | 무자          |
| 5월    | 병오 | 대   | 6월 21일             | 정사          |
| 6월    | 정미 | 소   | 7월 21일             | 정해          |
| 7월    | 무신 | 소   | 8월 19일             | 병진          |
| 8월    | 기유 | 대   | 9월 17일             | 을유          |
| 9월    | 경술 | 소   | 10월 17일            | 을묘          |
| 10월   | 신해 | 대   | 11월 15일            | 갑신          |
| 11월   | 임자 | 소   | 12월 15일            | 갑인          |
| 12월   | 계축 | 대   | 1888년 1월 13일      | 계미          |